# Desnudos por la vida
Desnudos por la vida es un programa de televisión de entretenimiento presentado por Jesús Vázquez y producido por Secuoya Studios para su emisión en Telecinco desde el 22 de noviembre de 2023.
El formato es la adaptación española del programa británico Who Bares Wins cuyo objetivo es la sensibilización en torno a la prevención del cáncer.

## Formato
12 famosos se desnudan tanto físicamente como mentalmente protagonizando un espectáculo al más puro estilo Full Monty con el objetivo de sensibilizar sobre la importancia de la prevención del cáncer.
Antes de enfrentarse al espectáculo final, los participantes entrenan y ensayan realizando diversas actividades para ayudarles a superar sus miedos y/o complejos físicos. Asimismo, los celebrities cuentan cómo el cáncer les ha afectado a ellos mismos y a sus familiares o amigos y aprenden de la mano de expertos la importancia de la prevención del cáncer de mama y próstata.

## Equipo

### Presentador
| Presentador   | Información               | Logo de Telecinco |
| Presentador   | Información               | 2023              |
| ------------- | ------------------------- | ----------------- |
| Jesús Vázquez | Presentador de televisión |                   |

### Coreografía
| Coreografía  | Información | Logo de Telecinco |
| Coreografía  | Información | 2023              |
| ------------ | ----------- | ----------------- |
| Sonia Dorado | Coreógrafa  |                   |

### Participantes
| Famoso/a              | Conocido/a por ser…                                | Logo de Telecinco |
| Famoso/a              | Conocido/a por ser…                                | 2023              |
| --------------------- | -------------------------------------------------- | ----------------- |
| Anabel Pantoja        | Influencer, sobrina de Isabel Pantoja              |                   |
| Cristóbal Soria       | Periodista y colaborador de TV                     |                   |
| Marisa Jara           | Modelo y actriz                                    |                   |
| Damián Quintero       | Karateca olímpico                                  |                   |
| Laura Matamoros       | Influencer, hija de Kiko Matamoros                 |                   |
| Bosco Martínez-Bordiú | Ganador de Supervivientes 2023, sobrino de Pocholo |                   |
| Samanta Villar        | Periodista y presentadora                          |                   |
| Pablo Carbonell       | Actor, cómico y escritor                           |                   |
| Soraya Arnelas        | Cantante, concursante de OT 2005                   |                   |
| Ramón Freixa          | Cocinero de élite                                  |                   |
| Jenny Llada           | Vedette y actriz                                   |                   |
| Nicolás Coronado      | Modelo y actor                                     |                   |

## Episodios y audiencias
| Temporada | Temporada | Episodios | Estreno                 | Final                   | Audiencia media | Audiencia media | Audiencia media |
| Temporada | Temporada | Episodios | Estreno                 | Final                   | Espectadores    | Share           |                 |
| --------- | --------- | --------- | ----------------------- | ----------------------- | --------------- | --------------- | --------------- |
|           | 1         | 4         | 22 de noviembre de 2023 | 13 de diciembre de 2023 | 792 000         | 8,7%            |                 |

### Temporada 1
| Episodio | Información                                   | Día de emisión | Audiencia       |
| -------- | --------------------------------------------- | -------------- | --------------- |
| 1        | Estreno, presentación y ensayos de los chicos | 22/11/2023     | 860 000 (10,0%) |
| 2        | Actuación final de los chicos                 | 29/11/2023     | 670 000 (6,9%)  |
| 3        | Estreno, presentación y ensayos de las chicas | 06/12/2023     | 760 000 (8,1%)  |
| 4        | Actuación final de las chicas                 | 13/12/2023     | 879 000 (9,6%)  |